# Parque Natural Regional de Landes de Gascogne
O Parque Natural Regional de Landes de Gascogne (em francês:  Parc naturel régional des Landes de Gascogne) é uma área protegida de floresta de pinheiros, pântano e litoral oceânico localizada na região natural de Landes de Gascogne em Nouvelle-Aquitaine, no sudoeste da França.

## História
As terras que compõem o parque estiveram, na maioria, desabitadas ao longo da história. A área aproximadamente triangular do parque atual era originalmente um mar interior que havia recuado, deixando uma depressão infértil que não atraía a habitação humana. Obras públicas de grande porte ajudaram a drenar, limpar e reflorestar a área durante o século XIX, mas a transformação foi limitada. Em meados do século XX, a atenção do governo voltou-se para a proteção do ambiente natural.

## Geografia
Situado entre os departamentos de Landes e Gironde, o Parc naturel régional des Landes de Gascogne compreende o centro da enorme floresta de Landes e se estende a sudeste da Baía de Arcachon, em Pays de Buch, abrangendo todo o rio Eyre. O parque foi originalmente fundado em 1970 com uma área total de 206.000 hectares, mas foi aumentada para uma área total de 315.300 hectares.
Desde 2011, o parque abriga 41 pequenas comunas com aproximadamente 60.000 habitantes.

### Comunas integrantes
As quarenta e uma comunas membros são:
- Argelouse
- Audenge
- Belhade
- Belin-Béliet
- Biganos
- Bourideys
- Brocas
- Callen
- Captieux
- Commensacq
- Garein
- Hostens
- Labouheyre
- Labrit
- Le Barp
- Lencouacq
- Le Teich
- Le Tuzan
- Sen
- Louchats
- Lucmau
- Luglon
- Lugos
- Luxey
- Mano
- Marcheprime
- Mios
- Moustey
- Muret
- Origne
- Pissos
- Sabres
- Salles
- Saint-Léger-de-Balson
- Saint-Magne
- Saint-Symphorien
- Saugnacq-et-Muret
- Solférino
- Sore
- Trensacq
- Vert

#### Principais aspectos

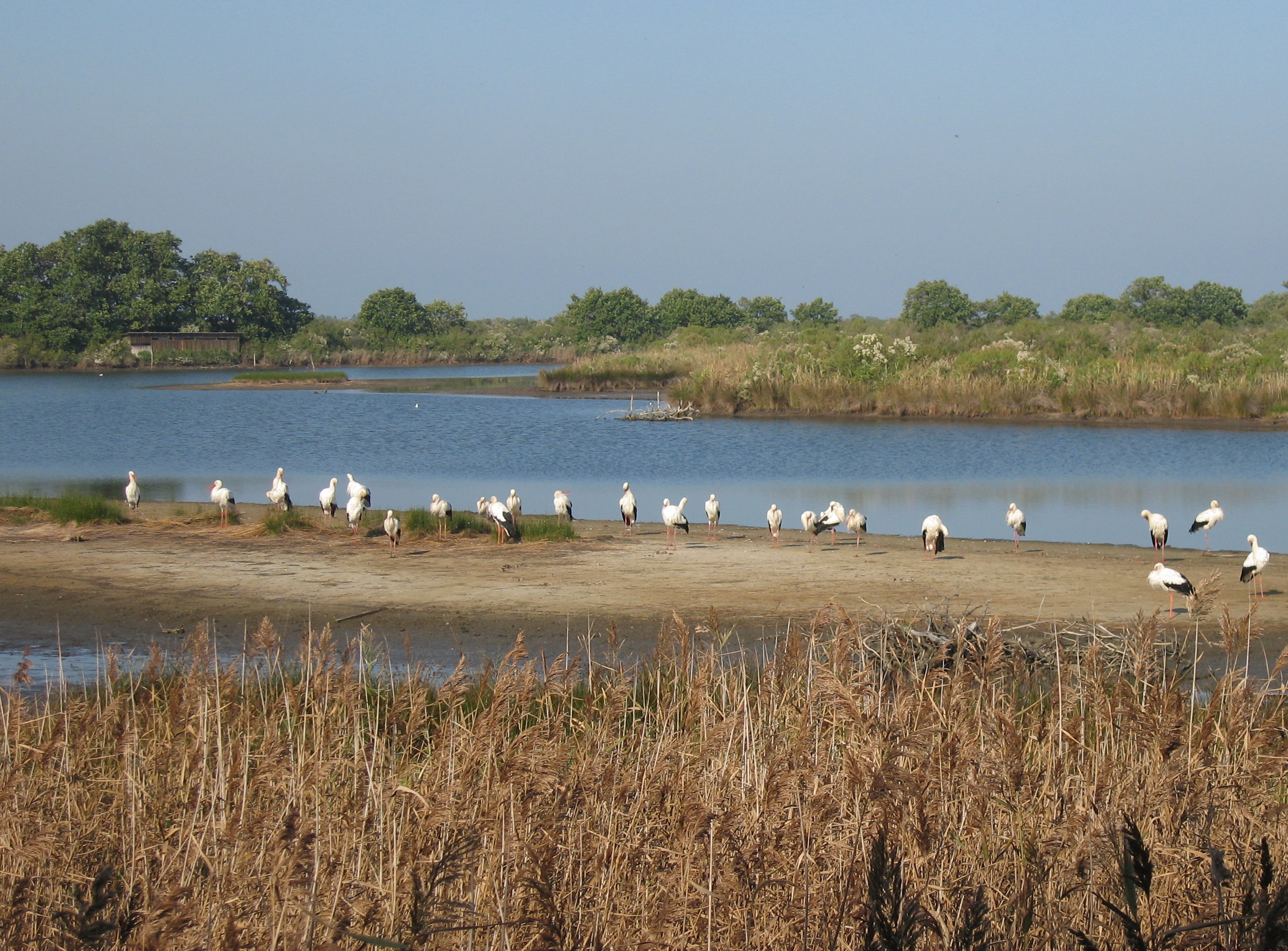
Santuário de pássaros de Teich

O parque mantém um santuário de pássaros na Baía de Arcachon, o parc ornithologique du Teich. Durante todo o ano, mais de 300.000 pássaros migratórios se refugiam em suas áreas úmidas.
Em vários locais do parque, há seções do museu regional, Ḗcomusée de la Grande Lande, que abrigam exposições sobre a história, o desenvolvimento e a manutenção das terras naturais. O museu também organiza vários eventos focados no estilo de vida e nas tradições da Gasconha.
Os vilarejos locais também organizam seus próprios eventos. Milhares de visitantes comparecem todos os anos à Exposição de Flores em Garein, um evento anual de fim de semana que comemorou seu 25º aniversário em 2010.

## Administração
O parque é administrado por uma união conjunta de autoridades locais no Syndicat Mixte du Parc Naturel Régional des Landes de Gascogne, uma assembleia deliberativa de 45 membros. O sindicato inclui representantes públicos e privados de Gironde, Landes e Aquitaine.

### Emblema do parque
O emblema exclusivo do parque é derivado de uma xilogravura, ainda visível hoje, feita na viga de um prédio antigo em Luxey. A cena mostra uma raposa pulando e frustrada em sua caçada: uma linha horizontal sólida a separa da galinha que passeia serenamente ao sol. A situação era familiar nas campinas da Gasconha, onde gerações de fazendeiros construíram seus abrigos de gado sobre palafitas.